# جيمس فيليب
جيمس فيليب (بالإنجليزية: James Philip)‏ هو سياسي أمريكي، ولد في 26 مايو 1930 في إلمهورست في الولايات المتحدة. حزبياً، نشط في الحزب الجمهوري. وقد انتخب عضو مجلس نواب إلينوي.